# 9.ª etapa del Giro de Italia 2019
La 9.ª etapa del Giro de Italia 2019 tuvo lugar el 19 de mayo de 2019 con una contrarreloj individual entre Riccione y San Marino sobre un recorrido de 34,8 km y fue ganada por el ciclista esloveno Primož Roglič del Jumbo-Visma, quien completó su segunda victoria de etapa en el Giro 2019. El ciclista italiano Valerio Conti del equipo UAE Emirates conservó la Maglia Rosa.

## Clasificación de la etapa
| \| Clasificación de la etapa \| Clasificación de la etapa \| Clasificación de la etapa \| Clasificación de la etapa \| Clasificación de la etapa \| \| Ciclista \| Ciclista \| Equipo \| Tiempo \| \| \| ------------------------- \| ------------------------- \| --------------------------- \| ------------------------- \| ------------------------- \| \| 1.º \| Primož Roglič \| Team Jumbo-Visma \| 51 min 52 s \| \| \| 2.º \| Victor Campenaerts \| Lotto-Soudal \| + 11 s \| \| \| 3.º \| Bauke Mollema \| Trek-Segafredo \| + 1 min 00 s \| \| \| 4.º \| Vincenzo Nibali \| Bahrain-Merida \| + 1 min 05 s \| \| \| 5.º \| Tanel Kangert \| EF Education First \| + 1 min 10 s \| \| \| 6.º \| Chad Haga \| Team Sunweb \| + 1 min 14 s \| \| \| 7.º \| Bob Jungels \| Deceuninck-Quick Step \| + 1 min 16 s \| \| \| 8.º \| Hugh Carthy \| EF Education First \| + 1 min 30 s \| \| \| 9.º \| Pello Bilbao \| Astana \| + 1 min 43 s \| \| \| 10.º \| Mattia Cattaneo \| Androni Giocattoli-Sidermec \| + 1 min 52 s \| \| |                    |                             |              |
| |                    |                             |              |
| Fuente: ProCyclingStats |                    |                             |              |
| Clasificación de la etapa |                    |                             |              |
| Ciclista | Ciclista           | Equipo                      | Tiempo       |
| 1.º | Primož Roglič      | Team Jumbo-Visma            | 51 min 52 s  |
| 2.º | Victor Campenaerts | Lotto-Soudal                | + 11 s       |
| 3.º | Bauke Mollema      | Trek-Segafredo              | + 1 min 00 s |
| 4.º | Vincenzo Nibali    | Bahrain-Merida              | + 1 min 05 s |
| 5.º | Tanel Kangert      | EF Education First          | + 1 min 10 s |
| 6.º | Chad Haga          | Team Sunweb                 | + 1 min 14 s |
| 7.º | Bob Jungels        | Deceuninck-Quick Step       | + 1 min 16 s |
| 8.º | Hugh Carthy        | EF Education First          | + 1 min 30 s |
| 9.º | Pello Bilbao       | Astana                      | + 1 min 43 s |
| 10.º | Mattia Cattaneo    | Androni Giocattoli-Sidermec | + 1 min 52 s |

## Clasificaciones al final de la etapa

### Clasificación general(Maglia Rosa)
| \| Clasificación general \| Clasificación general \| Clasificación general \| Clasificación general \| Clasificación general \| \| Ciclista \| Ciclista \| Equipo \| Tiempo \| \| \| --------------------- \| --------------------- \| --------------------------- \| --------------------- \| --------------------- \| \| 1.º \| Valerio Conti \| UAE Team Emirates \| 36 h 08 min 32 s \| \| \| 2.º \| Primož Roglič \| Team Jumbo-Visma \| + 1 min 50 s \| \| \| 3.º \| Nans Peters \| AG2R La Mondiale \| + 2 min 21 s \| \| \| 4.º \| José Joaquín Rojas \| Movistar Team \| + 2 min 33 s \| \| \| 5.º \| Fausto Masnada \| Androni Giocattoli-Sidermec \| + 2 min 36 s \| \| \| 6.º \| Andrey Amador \| Movistar Team \| + 2 min 39 s \| \| \| 7.º \| Amaro Antunes \| CCC Team \| + 3 min 05 s \| \| \| 8.º \| Valentin Madouas \| Groupama-FDJ \| + 3 min 27 s \| \| \| 9.º \| Giovanni Carboni \| Bardiani CSF \| + 3 min 30 s \| \| \| 10.º \| Pello Bilbao \| Astana \| + 3 min 32 s \| \| |                    |                             |                  |
| |                    |                             |                  |
| Fuente: ProCyclingStats |                    |                             |                  |
| Clasificación general |                    |                             |                  |
| Ciclista | Ciclista           | Equipo                      | Tiempo           |
| 1.º | Valerio Conti      | UAE Team Emirates           | 36 h 08 min 32 s |
| 2.º | Primož Roglič      | Team Jumbo-Visma            | + 1 min 50 s     |
| 3.º | Nans Peters        | AG2R La Mondiale            | + 2 min 21 s     |
| 4.º | José Joaquín Rojas | Movistar Team               | + 2 min 33 s     |
| 5.º | Fausto Masnada     | Androni Giocattoli-Sidermec | + 2 min 36 s     |
| 6.º | Andrey Amador      | Movistar Team               | + 2 min 39 s     |
| 7.º | Amaro Antunes      | CCC Team                    | + 3 min 05 s     |
| 8.º | Valentin Madouas   | Groupama-FDJ                | + 3 min 27 s     |
| 9.º | Giovanni Carboni   | Bardiani CSF                | + 3 min 30 s     |
| 10.º | Pello Bilbao       | Astana                      | + 3 min 32 s     |

### Clasificación por puntos(Maglia Ciclamino)
| Clasificación por puntos | Clasificación por puntos | Clasificación por puntos   | Clasificación por puntos | Clasificación por puntos |
| Ciclista                 | Ciclista                 | Equipo                     | Puntos                   |                          |
| ------------------------ | ------------------------ | -------------------------- | ------------------------ | ------------------------ |
| 1.º                      | Pascal Ackermann         | Bora-Hansgrohe             | 150 pts                  |                          |
| 2.º                      | Arnaud Démare            | Groupama-FDJ               | 98 pts                   |                          |
| 3.º                      | Caleb Ewan               | Lotto-Soudal               | 91 pts                   |                          |
| 4.º                      | Richard Carapaz          | Movistar Team              | 50 pts                   |                          |
| 5.º                      | Primož Roglič            | Team Jumbo-Visma           | 42 pts                   |                          |
| 6.º                      | José Joaquín Rojas       | Movistar Team              | 32 pts                   |                          |
| 7.º                      | Matteo Moschetti         | Trek-Segafredo             | 32 pts                   |                          |
| 8.º                      | Valerio Conti            | UAE Team Emirates          | 29 pts                   |                          |
| 9.º                      | Damiano Cima             | Nippo-Vini Fantini-Faizanè | 28 pts                   |                          |
| 10.º                     | Pello Bilbao             | Astana                     | 27 pts                   |                          |

### Clasificación de la montaña(Maglia Azzurra)
| Clasificación de la montaña | Clasificación de la montaña | Clasificación de la montaña | Clasificación de la montaña | Clasificación de la montaña |
| Ciclista                    | Ciclista                    | Equipo                      | Puntos                      |                             |
| --------------------------- | --------------------------- | --------------------------- | --------------------------- | --------------------------- |
| 1.º                         | Giulio Ciccone              | Trek-Segafredo              | 32 pts                      |                             |
| 2.º                         | Primož Roglič               | Team Jumbo-Visma            | 22 pts                      |                             |
| 3.º                         | Fausto Masnada              | Androni Giocattoli-Sidermec | 18 pts                      |                             |
| 4.º                         | Antonio Pedrero             | Movistar Team               | 18 pts                      |                             |
| 5.º                         | Marco Frapporti             | Androni Giocattoli-Sidermec | 15 pts                      |                             |
| 6.º                         | Valerio Conti               | UAE Team Emirates           | 8 pts                       |                             |
| 7.º                         | Bauke Mollema               | Trek-Segafredo              | 8 pts                       |                             |
| 8.º                         | Andrey Zeits                | Astana                      | 8 pts                       |                             |
| 9.º                         | François Bidard             | AG2R La Mondiale            | 7 pts                       |                             |
| 10.º                        | Giovanni Carboni            | Bardiani CSF                | 6 pts                       |                             |

### Clasificación de los jóvenes(Maglia Bianca)
| Clasificación del mejor joven | Clasificación del mejor joven | Clasificación del mejor joven | Clasificación del mejor joven | Clasificación del mejor joven |
| Ciclista                      | Ciclista                      | Equipo                        | Tiempo                        |                               |
| ----------------------------- | ----------------------------- | ----------------------------- | ----------------------------- | ----------------------------- |
| 1.º                           | Nans Peters                   | AG2R La Mondiale              | 36 h 10 min 53 s              |                               |
| 2.º                           | Valentin Madouas              | Groupama-FDJ                  | + 1 min 06 s                  |                               |
| 3.º                           | Giovanni Carboni              | Bardiani CSF                  | + 1 min 09 s                  |                               |
| 4.º                           | Hugh Carthy                   | EF Education First            | + 2 min 15 s                  |                               |
| 5.º                           | Sam Oomen                     | Team Sunweb                   | + 2 min 41 s                  |                               |
| 6.º                           | Pavel Sivakov                 | Team Ineos                    | + 3 min 40 s                  |                               |
| 7.º                           | Miguel Ángel López            | Astana                        | + 3 min 58 s                  |                               |
| 8.º                           | Tao Geoghegan Hart            | Team Ineos                    | + 4 min 37 s                  |                               |
| 9.º                           | Ben O'Connor                  | Dimension Data                | + 4 min 51 s                  |                               |
| 10.º                          | Andrea Vendrame               | Androni Giocattoli-Sidermec   | + 13 min 13 s                 |                               |

### Clasificación por equipos"Super Team"
| Clasificación por equipos | Clasificación por equipos   | Clasificación por equipos | Clasificación por equipos |
| Equipo                    | Equipo                      | Tiempo                    |                           |
| ------------------------- | --------------------------- | ------------------------- | ------------------------- |
| 1.º                       | Movistar Team               | 108 h 30 min 50 s         |                           |
| 2.º                       | Deceuninck-Quick Step       | + 6 min 53 s              |                           |
| 3.º                       | Androni Giocattoli-Sidermec | + 8 min 04 s              |                           |
| 4.º                       | Astana                      | + 10 min 21 s             |                           |
| 5.º                       | EF Education First          | + 11 min 10 s             |                           |
| 6.º                       | UAE Team Emirates           | + 11 min 36 s             |                           |
| 7.º                       | AG2R La Mondiale            | + 12 min 20 s             |                           |
| 8.º                       | Mitchelton-Scott            | + 12 min 43 s             |                           |
| 9.º                       | Bora-hansgrohe              | + 14 min 37 s             |                           |
| 10.º                      | Team Sunweb                 | + 16 min 55 s             |                           |

## Abandonos
- Umberto Orsini, con una inflamación en la rodilla, no tomó la salida.[2]